# Brasil Tennis Open 2025
Il Brasil Tennis Open 2025 è stato un torneo maschile di tennis professionistico. È stata la 2ª edizione del torneo, facente parte della categoria Challenger 50 nell'ambito dell'ATP Challenger Tour 2025, con un montepremi di 60 000 $. Si è giocato dal 28 aprile al 4 maggio 2025 sui campi in terra rossa dell'Associação Leopoldina Juvenil di Porto Alegre, in Brasile.

## Partecipanti

### Teste di serie
| Nazionalità | Giocatore                  | Ranking* | Testa di serie |
| ----------- | -------------------------- | -------- | -------------- |
| Ecuador     | Álvaro Guillén Meza        | 205      | 1              |
| Bolivia     | Murkel Dellien             | 222      | 2              |
| Argentina   | Santiago Rodríguez Taverna | 261      | 3              |
| Argentina   | Juan Bautista Torres       | 269      | 4              |
| Bolivia     | Juan Carlos Prado Ángelo   | 291      | 5              |
| Argentina   | Genaro Alberto Olivieri    | 302      | 6              |
| Brasile     | Daniel Dutra da Silva      | 304      | 7              |
| Spagna      | Nicolás Álvarez Varona     | 309      | 8              |

* Ranking al 21 aprile 2025.

### Altri partecipanti
I seguenti giocatori hanno ricevuto una wild card per il tabellone principale:
- Vicente Freda
- Luís Miguel
- Eduardo Ribeiro

Il seguente giocatore è entrato in tabellone con il ranking protetto:
- Blaise Bicknell

Il seguente giocatore è entrato in tabellone come special exempt:
- Alex Barrena

Il seguente giocatore è entrato in tabellone come alternate:
- João Lucas Reis da Silva

I seguenti giocatori sono passati dalle qualificazioni:
- Luciano Emanuel Ambrogi
- Valerio Aboian
- Conner Huertas del Pino
- Nicolás Kicker
- Hernán Casanova
- Leonardo Aboian

Il seguente giocatore è entrato in tabellone come lucky loser:
- Bruno Kuzuhara

## Punti e montepremi
| Torneo    | Torneo              | V     | F     | SF    | QF    | 2T  | 1T  | Q | Q2  | Q1  |
| Singolare | Punti               | 50    | 25    | 14    | 8     | 4   | 0   | 3 | 1   | 0   |
| Singolare | Premi in denaro ($) | 5,500 | 3,260 | 1,900 | 1,120 | 660 | 395 | – | 215 | 125 |
| Doppio    | Punti               | 50    | 25    | 14    | 8     | –   | 0   | – | –   | –   |
| Doppio    | Premi in denaro ($) | 2,130 | 1,250 | 745   | 435   | –   | 245 | – | –   | –   |

## Campioni

### Singolare
Santiago Rodríguez Taverna ha sconfitto in finale  Nikolás Sánchez Izquierdo con il punteggio di 4–6, 6–4, 7–6(6).

### Doppio
Juan Carlos Prado Ángelo /  Federico Zeballos hanno sconfitto in finale  Lautaro Midón /  Gonzalo Villanueva con il punteggio di 7–5, 7–5.